# H da-Hochhaus
Das h_da-Hochhaus (auch HDA-Hochhaus, Hochhaus C10, Hochhaus der Hochschule Darmstadt; offiziell Gebäude C10) ist ein Gebäude der Hochschule Darmstadt (h_da) und mit einer Höhe von 66,38 m AN1 zugleich das höchste Gebäude in Darmstadt.

## Geschichte
Der Bau des Gebäudes hatte im Dezember 1963 am Campus Schöfferstraße (dem ehemaligen „Exerzierplatz“) Richtfest und konnte im Oktober 1965 von der damaligen Staatlichen Ingenieurschule für Maschinenwesen bezogen werden. Die Baukosten lagen bei 35 Millionen DM (heute etwa 89,8 Mio. EUR). Die zum 1. August 1971 gegründete und aus der Staatlichen Ingenieurschule hervorgegangene Fachhochschule Darmstadt (FHD) übernahm das 16-stöckige Gebäude. Seitdem sind hier der AStA, die Fachbereiche „Mathematik und Naturwissenschaften“, „Elektrotechnik und Informationstechnik“ und teilweise auch der Fachbereich „Maschinenbau und Kunststofftechnik“, das Labor für Optische Diagnosemethoden und Erneuerbare Energien (ODEE), das Green Office und Nachhaltigkeitsmanagement, das Präsidium und weitere administrative Einheiten untergebracht.

### Grundsanierung und Erweiterung
Von 2009 bis 2011 wurde das Hochhaus vom Büro Staab Architekten für 49,2 Millionen EUR grundsaniert. In dieser Zeit wurden Lehrveranstaltungen in Ausweichquartieren durchgeführt; unter anderem in einem Containerbau (Gebäude B14), der temporär südwestlich des Fachbereichs Maschinenbau und Kunststofftechnik (Gebäude C12) errichtet worden war. Im Rahmen der Sanierung wurde auch die Fassade erneuert, die 2013 mit dem Deutschen Fassadenpreis für vorgehängte hinterlüftete Fassaden des Fachverbands vorgehängte hinterlüftete Fassaden ausgezeichnet wurde. An der Südfront wurden vor den Fenstern über 368 feststehende Verschattungselemente aus eloxiertem Aluminium angebracht. Die Nordfront wurde großflächig verglast und mit vertikalen Lisenen ausgestattet. Die Ost- und Westseite wurde „als senkrechtes Relief aus Leichtmetall ausgebildet“.
An der Ostseite wurde ein vier Meter breiter Anbau errichtet, in dem ein Installationsschacht für die Haustechnik und ein Feuerwehraufzug untergebracht sind. Der Haupteingang wurde bei der Sanierung von der West- zur Südseite des Gebäudes verlagert. Der neu geschaffene Vorplatz wurde wie das gesamte Gebäude barrierefrei gestaltet.

## Sendeanlage
Auf dem Dach des Gebäudes C10 befanden sich bis zur Sanierung die UKW-Sender für folgende Hörfunk-Programme:
- Radio Darmstadt (103,4 MHz; 0,32 kW)
- Radio Bob (92,4 MHz; 0,2 kW)
- Antenne Frankfurt 95.1 (100,8 MHz; 0,5 kW)

(Neuer Sendestandort OfficeTower Darmstadt)
Es befindet sich hier das Darmstädter Amateurfunkrelais mit dem Rufzeichen DB0FDA:
- 70-cm-Band Relais (FM-Ausgabe: 438,5875 MHz und DMR-Ausgabe: 438.500 MHz)
- APRS-Digipeater (Eingabe: 144,8 MHz)
- D-ATV-Relais (Sendefrequenz: 1291 MHz; Symbolrate: 4,286 Mbit/s)

Im Januar 2013 wurde außerdem eine Sendeanlage für das BOSNet installiert.
Bis zur Umstellung auf DVB-T wurden von hier zudem folgende Fernsehprogramme ausgestrahlt:
| Kanal | Frequenz (MHz) | Programm                       | ERP (kW) | Sendediagramm rund (ND)/ gerichtet (D) | Polarisation horizontal (H)/ vertikal (V) |
| ----- | -------------- | ------------------------------ | -------- | -------------------------------------- | ----------------------------------------- |
| 21    | 471,25         | RTL II                         | 0,05     | D                                      | H                                         |
| 29    | 535,25         | RTL Television (Hessen)        | 0,05     | D                                      | H                                         |
| 49    | 695,25         | Sat.1 (Rheinland-Pfalz/Hessen) | 0,05     | D                                      | H                                         |

## Ansichten

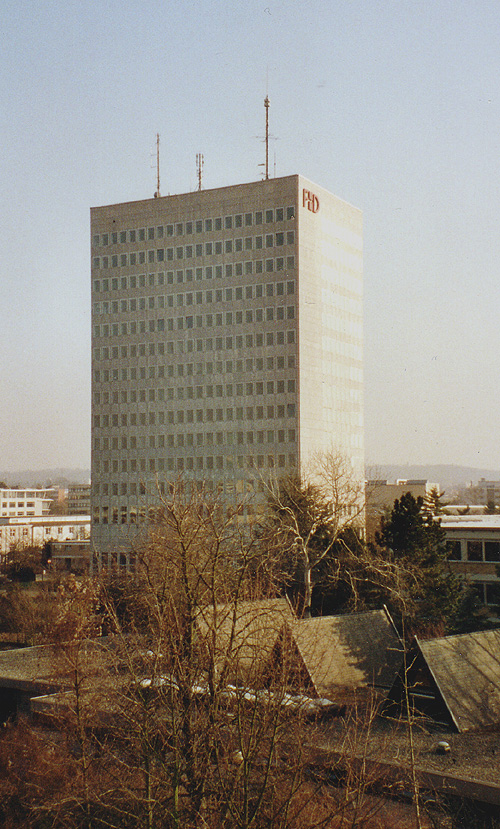
Ansicht vor 2006 mit altem FHD-Logo
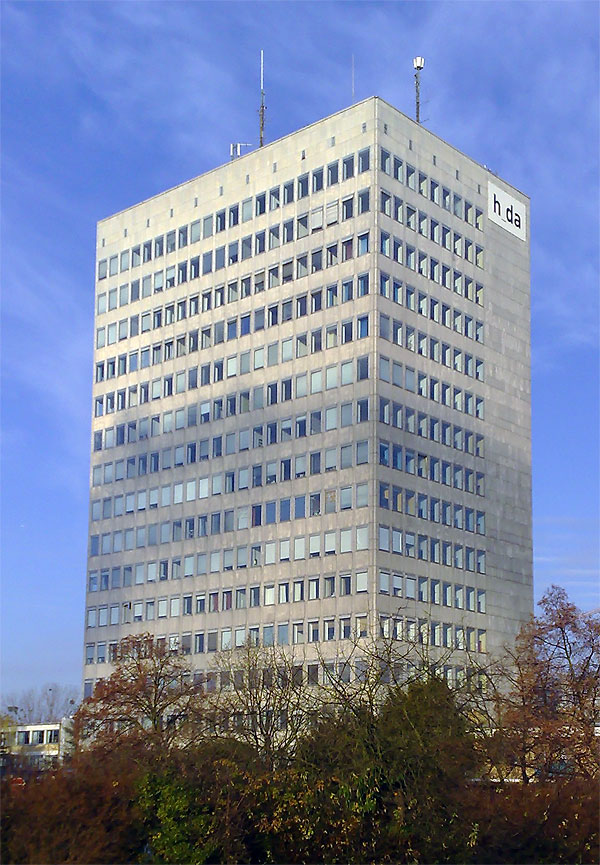
Südostansicht November 2007
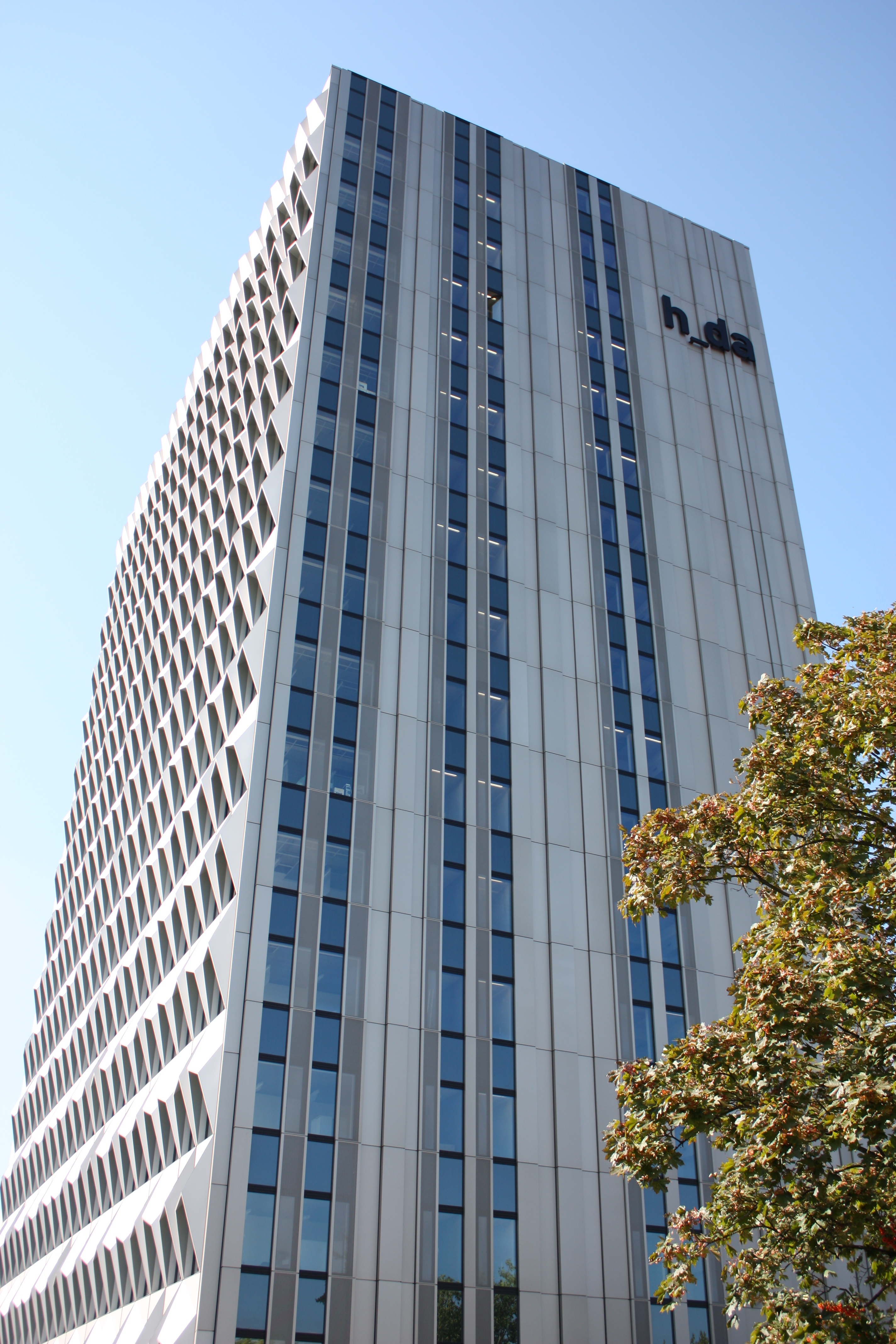
Ansicht September 2011 (nach der Sanierung)
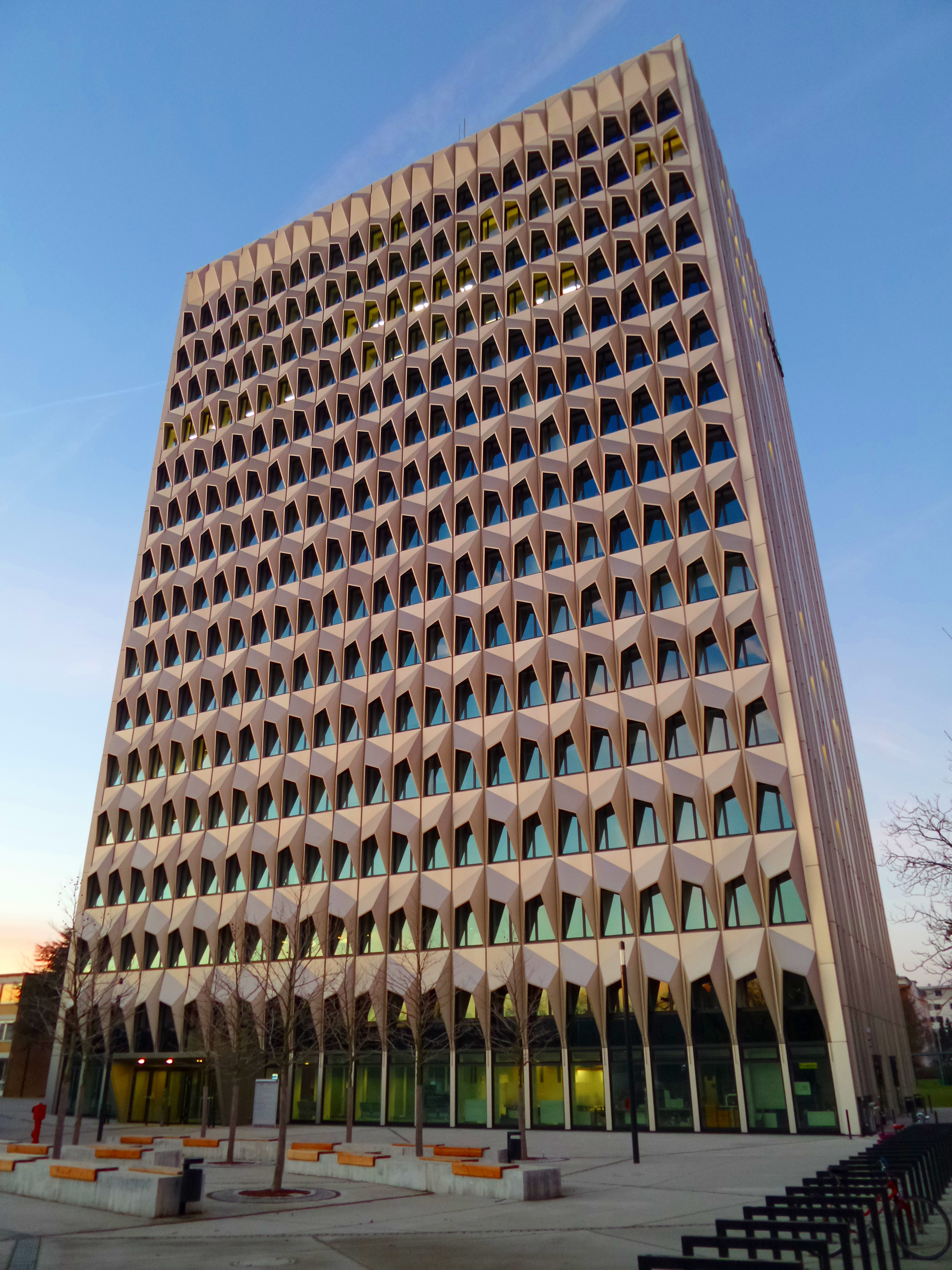
Südfassade mit Vorplatz
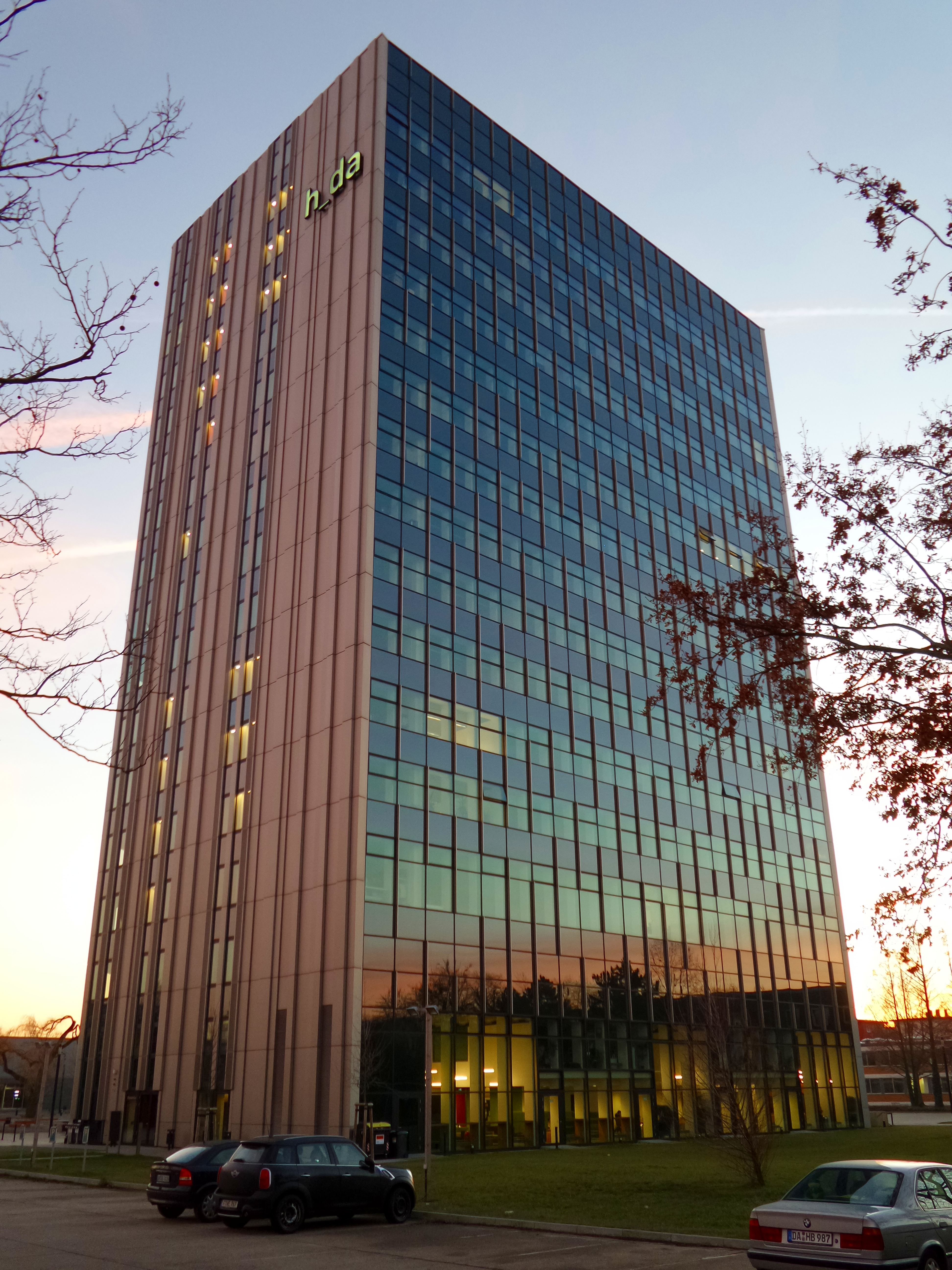
Verglaste Nordfront und Ostseite
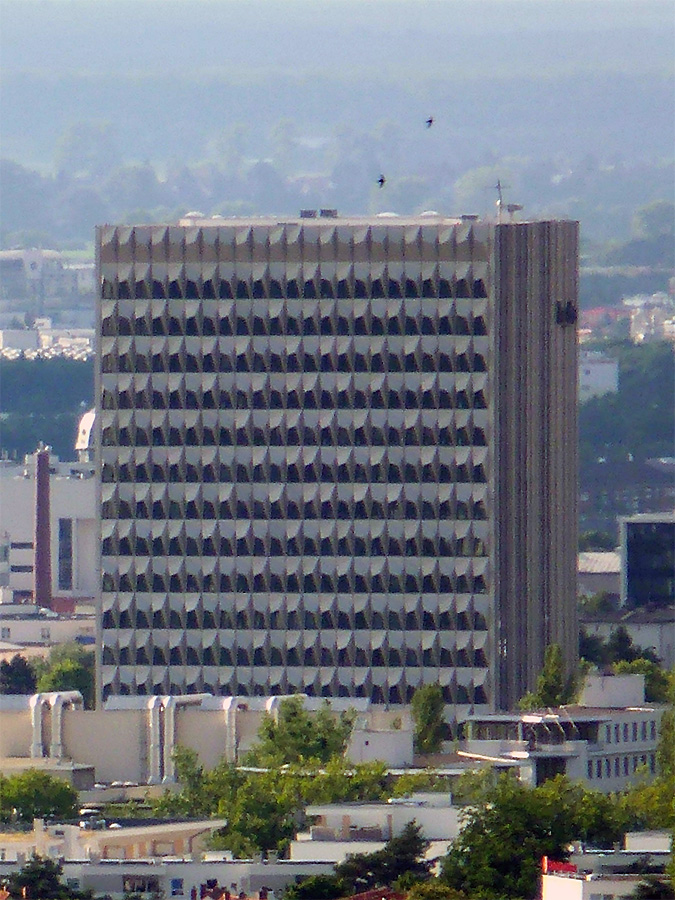
Von der Ludwigshöhe aus gesehen
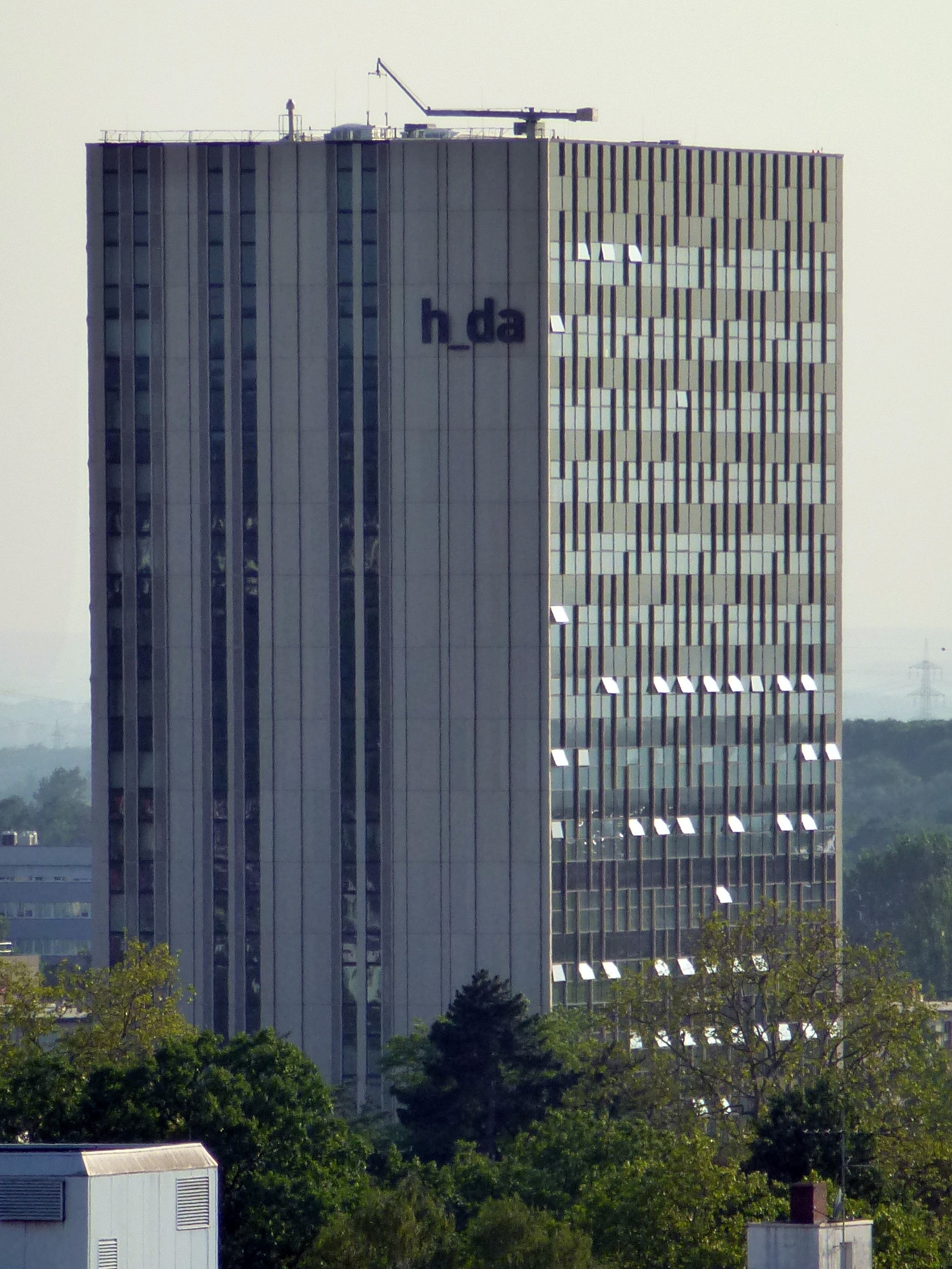
Vom Ludwigsmonument aus gesehen

## Sonstiges
Aufgrund der Struktur der Südfassade, wird das Gebäude im Volksmund auch „Käsereibe“ genannt.
Im Erdgeschoss befindet sich das studentische Café Glaskasten, das vom AStA betrieben wird.
Die beiden Treppenhäuser umfassen jeweils 327 Stufen.
Vor der Sanierung hatte die Fassade Ähnlichkeiten mit dem Plärrerhochhaus in Nürnberg.
Aufgrund der Höhe des Gebäudes konnten die städtischen Feuerwehren nur bis zur 7. Etage „anleitern“. Verschärfte Brandschutzbedingungen sahen vor, dass 1981 ein 65 Meter langer Rettungsschlauch auf dem Dach des Hochhauses installiert wurde. Im Brandfall hätten Personen so evakuiert werden können. Der Rettungsschlauch ist nie zum Notfalleinsatz gekommen; lediglich für Wartungszwecke wurde er einmal jährlich benutzt. Durch neue Brandschutzeinrichtungen wurde der Rettungsschlauch nach der Sanierung obsolet und verschrottet.
Das Gebäude bietet eine gute Aussicht auf die nähere und weitere Umgebung. So sind bei schönem Wetter im Norden der Taunus mit dem Großen Feldberg und die Skyline Frankfurt, im Westen das Rheinhessische Hügelland, im Süden der nördliche Odenwald zu sehen. Nach Osten hat man einen Blick auf Darmstadt und seine Sehenswürdigkeiten (siehe Panorama).